# Рамм, Фридрих
Фридрих Рамм был первым гобоистом в оркестре Карла Теодора, курфюрста Баварии в Мюнхене и в Мангейме, где Моцарт впервые встретился с ним в 1777 году. В следующем году Моцарт сочинил Концертную симфонию для Рамма и нескольких его коллег, которая, как полагают, была связана с Концертной симфонией для гобоя, кларнета, валторны, фагота и оркестра K. 297b . В 1781 году Моцарт написал свой Квартет для гобоя, K. 370 для Рамма, пока композитор оставался в Мюнхене, чтобы закончить Идоменей (Великолепная партия гобоя в опере также была написана для Рамма). 14 марта 1787 года Моцарт принял участие в благотворительном концерте для Рамма в Вене.